# Stratifin
Stratifin‏ (Stratifin) هوَ بروتين يُشَفر بواسطة جين Stratifin في الإنسان.